# Retreat to Move Forward
"Retreat to Move Forward" é o nono episódio da segunda temporada da série de televisão de comédia de situação norte-americana 30 Rock, e o 45.° da série em geral. Teve o seu enredo escrito por Tami Sagher e foi realizado actor norte-americano Steve Buscemi, que já participou de alguns episódios do seriado. A sua transmissão nos Estados Unidos ocorreu na noite de 22 de Janeiro de 2009 através da National Broadcasting Company (NBC).  Por entre os artistas convidados, estão inclusos Chris Parnell, John Lutz, Mark La Mura, Shalin Agarwal, Cheryl Lynn Bowers, Griffin Richardson, Elizabeth Rouse, e Brian Berrebbi.
No episódio, depois das tentativas desastrosas de administração inspirada em George Bush e de assumir a direção executiva da General Electric (GE), Jack Donaghy (interpretado por Alec Baldwin) convida Liz Lemon (Tina Fey) a um retiro empresarial para que lhe providencie apoio moral. Enquanto isso, Jenna Maroney (Jane Krakowski) adopta a forma metódica de interpretação para que consiga se suceder bem como a protagonista de um filme biográfico não-autorizado sobre a cantora Janis Joplin, muito para o desfrute de Frank Rossitano (Judah Friedlander). Em outros lugares, o estagiário Kenneth Parcell (Jack McBrayer) tenta encontrar maneiras de dissuadir Tracy Jordan (Tracy Morgan) de comer alimentos açucarados, após este último de ser diagnosticado com diabetes mellitus.
Em geral, embora não universalmente, "Retreat to Move Forward" foi recebido com opiniões positivas pelos críticos especialistas em televisão de horário nobre, com o analista de televisão Alan Sepinwall considerando-o um dos melhores episódios da terceira temporada de 30 Rock. De acordo com os dados publicados pelo sistema de mediação de audiências Nielsen Ratings, o episódio foi assistido em 6,40 milhões de domicílios norte-americanos durante a sua transmissão original e foi-lhe atribuída a classificação de 3,2 e oito de share de no perfil demográfico dos telespectadores entre os dezoito aos 49 anos de idade.

## Produção

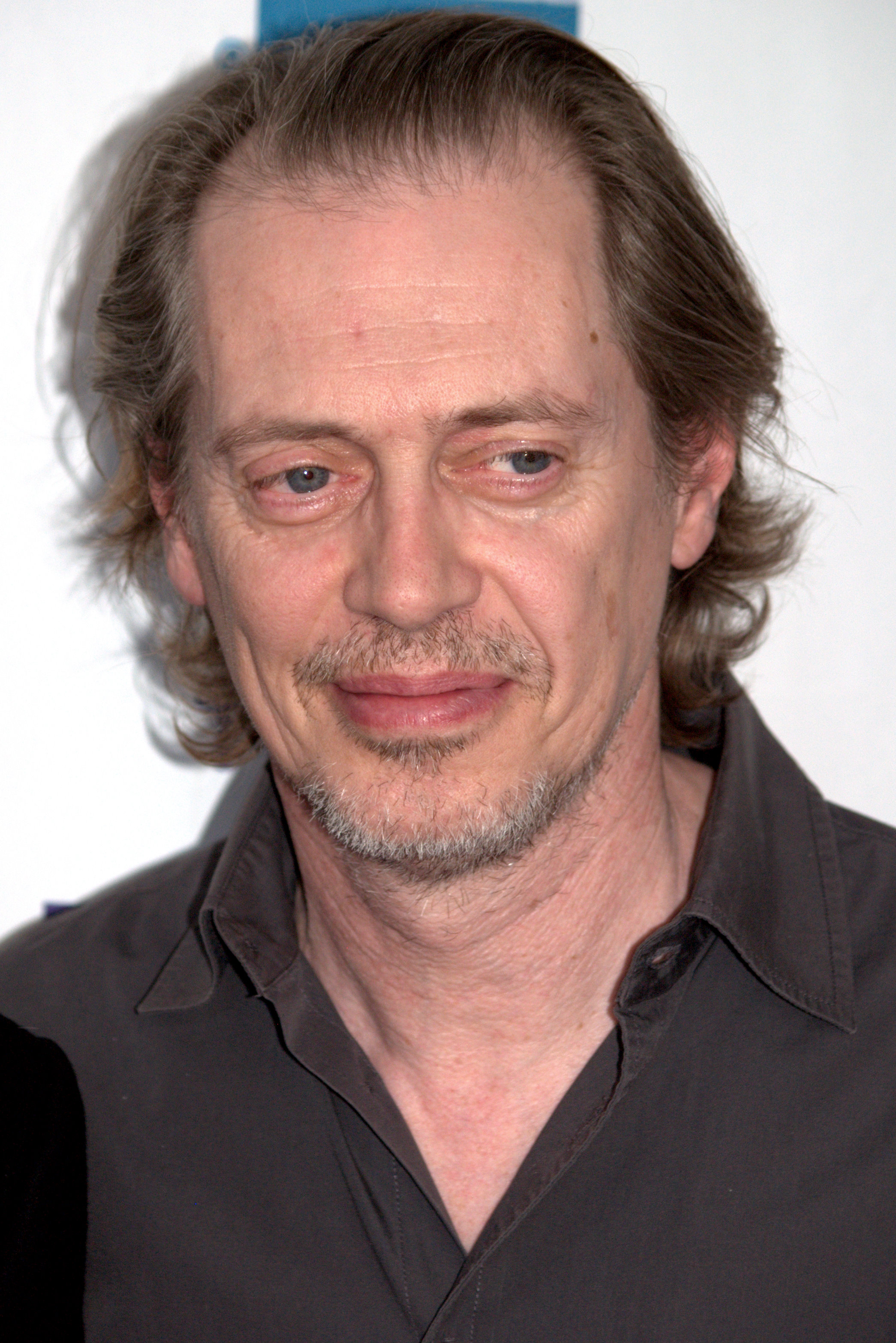
Este episódio foi realizado por Steve Buscemi, que já participou de 30 Rock interpretando Lenny Wosniak.

"Retreat to Move Forward" é o nono episódio da terceira temporada de 30 Rock. O seu enredo foi escrito por Tami Sagher, antiga editora executiva de guião no seriado, e foi realizado por Steve Buscemi, actor norte-americano que participa ocasionalmente de 30 Rock como a personagem Lenny Wosniak. Assim, foi a segunda vez que Sagher assumiu a responsabilidade do argumento de um episódio do programa, sendo "Ludachristmas" a sua primeira vez, e foi o primeiro episódio a ser realizado por Buscemi. Embora o nome de Scott Adsit, intéprete de Pete Hornberger em 30 Rock, tenha sido listado na sequência de créditos de abertura, ele não participou de "Retreat to Move Forward."
Em "Retreat to Move Forward," o actor e comediante Chris Parnell fez a sua nona participação especial em 30 Rock a interpretar o Dr. Leo Spaceman. Parnell já foi integrante do elenco do Saturday Night Live (SNL), um programa de televisão humorístico norte-americano transmitido pela NBC no qual Tina Fey — criadora, produtora executiva e actriz principal de 30 Rock — foi argumentista-chefe entre 1999 e 2006. Vários outros membros do elenco do SNL já fizeram uma participação em 30 Rock. Eles são: Fred Armisen, Kristen Wiig, Will Ferrell, Jimmy Fallon, Amy Poehler, Julia Louis-Dreyfus, Bill Hader, Andy Samberg, Jason Sudeikis, Tim Meadows, Molly Shannon, Siobhan Fallon Hogan, Gilbert Gottfried, Bobby Moynihan, Rachel Dratch, Will Forte, Jan Hooks, Horatio Sanz, e Rob Riggle. Ambos Fey e Tracy Morgan fizeram parte do elenco principal do SNL, com Fey sendo ainda a apresentadora do segmento Weekend Update. Outros membros da equipa de 30 Rock que trabalharam em SNL são John Lutz, argumentista entre 2003 a 2010, e Steve Higgins, argumentista e produtor do SNL desde 1995. O actor Alec Baldwin apresentou o SNL por dezassete vezes, o maior número de episódios por qualquer personalidade.
O actor e comediante Judah Friedlander, intérprete da personagem Frank Rossitano em 30 Rock, é conhecido pelos seus bonés de camioneiro de marca registada que usa dentro e fora da personagem Frank. Os chapéus normalmente apresentam palavras ou frases curtas estampadas neles. Friedlander afirmou que ele próprio é quem faz os acessórios. Revelou também que "alguns deles são brincadeiras íntimas, e alguns são simplesmente piadas." A ideia veio do persona de Friedlander nas suas apresentações de comédia stand up, nas quais os objectos de adorno estão todos estampados com a escrita "campeão mundial" em línguas e aparências diferentes. Em "Retreat to Move Forward," Frank usa bonés que leem "Phase 3", "Feelin' it" e "Pinball Mechanic."

## Enredo
Depois dos desastres da sua forma de administração inspirada em George Bush e da tentativa fracassada de assumir a direção executiva da General Electric (GE), Jack Donaghy (Alec Baldwin) pede para Liz Lemon (Tina Fey) acompanhá-lo ao Retiro do Six Sigmas em Croton-on-Hudson, Nova Iorque. Os Six Sigmas são seis homens que incorporam individualmente um elemento central do Six Sigma: Trabalho em equipa, perspicácia, brutalidade, realce masculino, plenitude de aperto-de-mão, e jogo-duro. Eles desaprovam o comportamento de Liz durante o exercício de construção edifícios em equipa e exigem que Jack distancie-se dela para alcançar sucesso, o que ele obedece. Antes de seu discurso no jantar, Jack encoraja-se com um discurso auto-motivacional na casa de banho, esquecendo completamente que está a usar um microfone e que todos conseguem ouvi-lo. Liz rapidamente sobe ao palco para desviar a atenção do constrangimento de Jack e, finalmente, acaba rasgando a blusa e dança na frente de todos. Ela consegue, e é banida do retiro para sempre.
Enquanto isso, Jenna Maroney (Jane Krakowski) emprega a interpretação metódica para o seu próximo papel como Janis Joplin, permitindo assim que o argumentista Frank Rossitano (Judah Friedlander) tire proveito da situação. Ele aconselha-a a pesquisar sobre Joplin na Wikipédia e, em seguida, edita o conteúdo da página com disparates. Jenna lê o artigo e acredita no que vê, imitando todos os "factos" escritos na página para a diversão de todos. Quando ela descobre a verdade e finalmente confronta Frank, eles acabam fazendo sexo e Jenna fica irritada quando este deseja manter secreto o acontecido. Insatisfeita, ela conta aos outros argumentistas do TGS, para o desespero de Frank. Ao ouvir isso, Katie (Elizabeth Rouse), a cabeleireira do programa e namorada de Frank, arruína o cabelo e a cara de Jenna, fazendo-a parecer uma bruxa.
Ao mesmo tempo, Kenneth Parcell (Jack McBrayer) tenta ajudar Tracy Jordan (Tracy Morgan) a entender o efeito das diabetes, depois do Dr. Leo Spaceman (Chris Parnell) afirmar que o actor corre risco de contrair a doença. O estagiário conta-lhe uma história sobre como uma bruxa malvada virá levá-lo-á embora se ele continuar com hábitos alimentares pouco saudáveis, mas Tracy não acredita e fica revoltado quando Kenneth tenta assustá-lo vestindo-se como uma bruxa mas, de repente, Jenna vem correndo a gritar parecendo uma bruxa segurando um cabo de vassoura na mão. Isso assusta tanto Kenneth e Tracy, que com medo muda seus hábitos alimentares imediatamente.